# Ulla Salzgeber
Ulla Salzgeber (née Helbing le 5 août 1958 à Oberhausen) est une cavalière de dressage allemande.

## Biographie
Ulla Helbing grandit dans une famille passionnée d'équitation. À l'âge de 10 ans, elle se met à la voltige. L'entraîneur Fritz Tempelmann (de) la remarque et la conduit au dressage. À 19 ans, lors du Championnat d'Europe junior en 1977, elle termine à la quatrième place en individuel et championne par équipe.
Après la fin de ses études de droit et son mariage avec Sebastian Salzgeber, elle s'installe à Bad Wörishofen. Ils fondent ensemble un centre de formation pour les cavaliers de dressage.
En 1997, Ulla Salzgeber est sélectionné dans l'équipe d'Allemagne pour le championnat d'Europe qui a lieu à Verden. L'équipe termine championne grâce à sa sixième place en individuel.
Aux Jeux équestres mondiaux de 1998, l'Allemagne est championne. En individuel, elle prend la médaille de bronze derrière sa compatriote Isabell Werth et la Néerlandaise Anky van Grunsven. Elle remporte les mêmes récompenses quatre ans plus tard à Jerez de la Frontera.
Aux Jeux olympiques de 2000 à Sydney, elle devient championne par équipe et prend la médaille de bronze en individuel. Durant son passage lors de la reprise libre, elle dut faire face à une interruption de la musique. Avec Rusty, elle gagne en 2001 et 2002 la Coupe du monde de dressage.
Pour les Jeux olympiques de 2004 à Athènes, Ulla Salzgeber fait partie des favorites. Mais son cheval Rusty est contrôlé positif à la testostérone lors de la Coupe du monde 2003. Son vétérinaire, Hans Stihl, lui avait administré une pommade à cause d'une irritation de la peau sans savoir le contenu du produit,. Elle perd son titre et condamnée à une amende. La Fédération allemande d'équitation (de) prononce une suspension de deux mois. Cependant, en devenant championne d'Allemagne, Salzgeber obtient sa qualification dans la sélection olympique. Grâce à une prestation quasi parfaite, l'équipe de dressage d'Allemagne remporte la sixième médaille d'or de son histoire. En individuel, Salzgeber est médaillée d'argent. Après l'épreuve, elle met son cheval à la retraite.
En 2005, l'équipe d'Australie d'équitation fait d'elle sa conseillère. Elle démissionne au bout d'un an après des désaccords avec la fédération océanienne et repart en Allemagne.

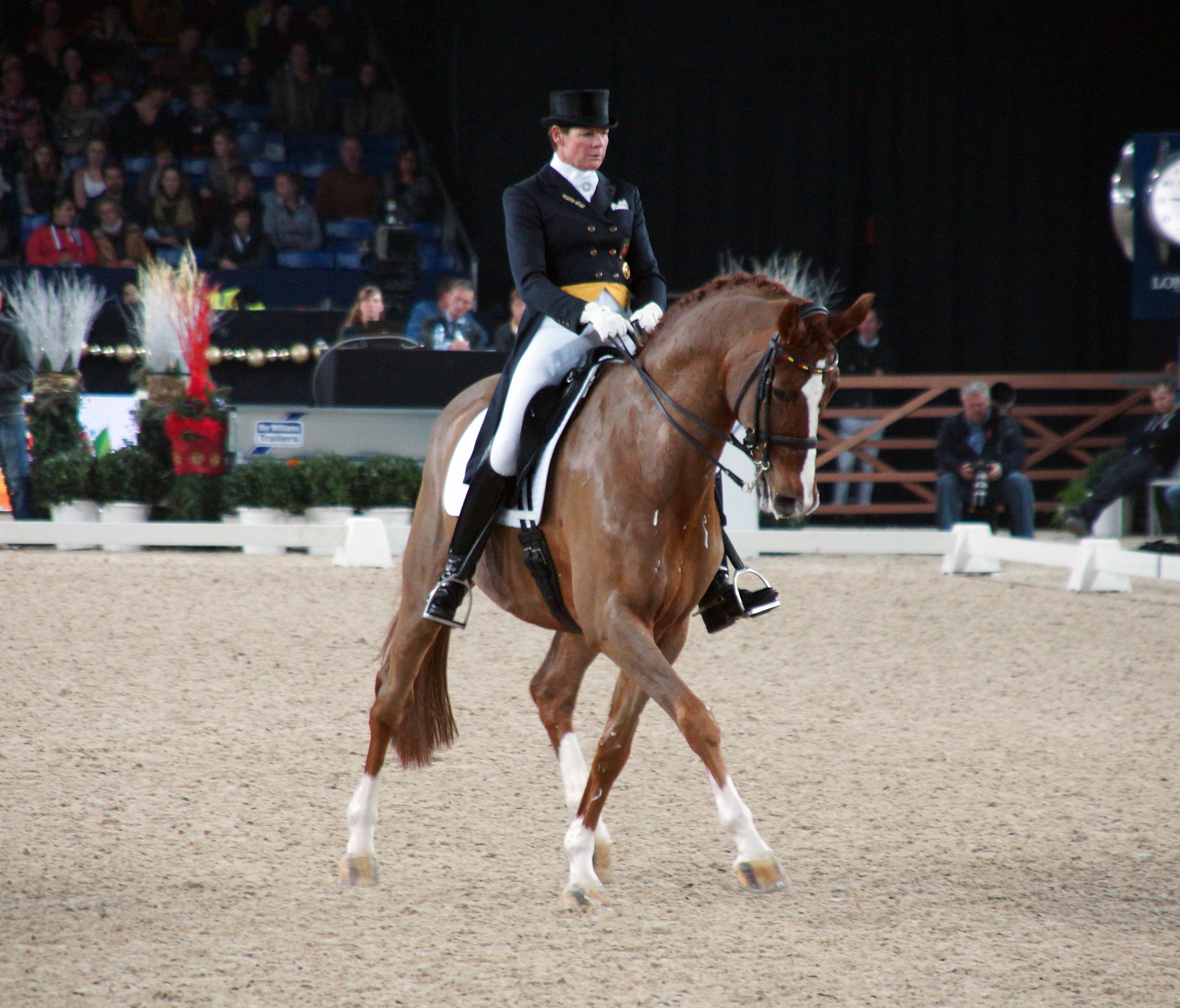
Ulla Salzgeber sur Herzruf's Erbe (en 2013)

Ulla Salzgeber revient en compétition internationale en 2008. L'année suivante, elle est championne d'Allemagne. L'année suivante, elle renonce au CHIO d'Aix-la-Chapelle et au championnat national. Cependant elle participe aux Jeux équestres mondiaux. Lors de la finale de la Coupe du monde début 2011, elle termine troisième. Elle renonce encore au championnat allemand, ce qui compromet une qualification pour les prochains Jeux Olympiques. Au mois de mars, elle déménage pour ouvrir un nouveau centre à Blonhofen. Par la suite, elle renonce au CHIO d'Aix-la-Chapelle et au Championnat d'Europe. Elle veut se consacrer à l'entraînement. Elle revient en compétition en septembre au CHI Donaueschingen (de) avec Herzruf's Erbe.
Mais son nouveau cheval est sensible aux blessures. À la fin de l'été 2012, il doit être mis au repos pendant un an. Salzgeber se retrouve sans cheval. Mais elle récupère bientôt à Perl les chevaux que montait Patrik Kittel. Mais ceci s'arrête au bout de quelques semaines à cause de la distance entre les deux lieux d'entraînement des cavaliers,.

## Palmarès

### Jeux olympiques
- Jeux olympiques de 2000 à Sydney ( Australie) :
  -  Médaille d'or par équipe
  -  Médaille de bronze en individuel
- Jeux olympiques de 2004 à Athènes ( Grèce) :
  -  Médaille d'or par équipe
  -  Médaille d'argent en individuel

### Jeux équestres mondiaux
- 1998 à Rome,  Italie :
  -  Médaille d'or par équipe
  -  Médaille de bronze en individuel
- 2002 à Jerez de la Frontera,  Espagne :
  -  Médaille d'or par équipe
  -  Médaille de bronze en individuel

### Coupe du monde de dressage
- 2001 à Aarhus,  Danemark : 1re place
- 2002 à Bois-le-Duc,  Pays-Bas : 1re place
- 2011 à Leipzig,  Allemagne : 3e place

### Championnat d'Europe de dressage
- 1997 à Verden,  Allemagne :
  -  Championne d'Europe par équipe
  - 6e place en individuel
- 1999 à Arnhem,  Pays-Bas :
  -  Championne d'Europe par équipe
  -  Vice-championne en individuel
- 2001 à Verden,  Allemagne :
  -  Championne en individuel
  -  Championne d'Europe par équipe
- 2003 à Hickstead,  Royaume-Uni :
  -  Championne en individuel
  -  Championne d'Europe par équipe

### Championnat d'Allemagne
- 2000: Championne
- 2003: Championne
- 2004: Championne
- 2009: Troisième place
- 2014: Vice-championne